# Madona, Letonia
Madona (în germană Modohn) este un oraș din Letonia. Se află lângă Lacul Salas[*] și râul Lisa[*]. Are o suprafață de 10,41 km² și 9,99 km². Populația este de 6.561 locuitori, determinată în 1 ianuarie 2024, prin bilanț demografic[*].